# Petru Dugulescu
Petru Dugulescu (n. 18 noiembrie 1945, Chelmac, Arad – d. 3 ianuarie 2008, Timișoara) a fost un pastor baptist, una din figurile marcante ale revoluției de la Timișoara, deputat de Timiș din partea PNȚCD între 1992-2000. În cadrul activității sale în legislatura 1996 - 2000, Petru Dugulescu a fost membru în grupul parlamentar de prietenie cu Regatul Unit al Marii Britanii și Irlanda de Nord.
În 16 decembrie 1989 un grup de enoriași ai bisericii păstorite de Dugulescu s-au deplasat la locuința pastorului reformat László Tőkés, fapt care a mărit numărul persoanelor aflate în acea zonă și a contribuit la izbucnirea revoluției române din 1989.
A fost unul din marii poeți creștini ai României.
Securitatea comunistă a încercat în repetate rânduri să-l omoare prin mai multe metode, incepand cu un accident de masina in 30.septembrie 1985, continuand cu otravirea lui sau taindu-i oxigenul in timpul unei operatii, chiar incercand sa-l rapeasca in anul 1986, intr-o parcare din Timisoara.
A fost prieten cu poetul Ioan Alexandru, care l-a convins să intre în politică și să devină membru al PNȚCD. Conform propriei mărturii, în preajma alegerilor din 1992 unele ziare din Banat au scris despre "pericolul" ca un pocăit să-i reprezinte pe alegători în Parlamentul României. Dugulescu a fost prezentat în contextul respectiv de către Ioan Alexandru liderului creștin democrat Corneliu Coposu, care l-a încurajat să candideze:
„Sunt foarte insistenți să îți retrag candidatura, dar eu nu te șterg de pe liste. Am nevoie de oameni ca dumneata, trebuie să revitalizăm morala creștină în politica românească, să refacem cinstea și demnitatea umană.”
În anul 1992 a fost ales deputat de Timiș pe lista PNȚCD, devenind primul baptist ales în Parlamentul României. În 1996 a fost ales din nou deputat de Timiș, tot din partea PNȚCD, pe lista coaliției CDR.
A fost căsătorit și a avut 4 copii. A fost fondator al fundației de binefacere „Isus, speranța României”, care se îngrijește de copiii străzii.
Moartea a survenit la scurt timp după ce săptămânalul "Bănățeanul" din Timișoara a publicat un articol în care se arăta faptul că, între 1980 și 1982, Petre Dugulescu a fost informator al Securității. Faptul respectiv fusese recunoscut de pastor în cartea autobiografică „Democrație și persecuție”.